# Mariah Carey dalainak listája
Mariah Carey összes hivatalosan megjelent dalának listája. A kiadatlanokat lásd a Mariah Carey kiadatlan dalainak listája cikkben. Remixek nem szerepelnek a listában.
| Ábécé szerinti tartalomjegyzék                      |
| --------------------------------------------------- |
| A B C D E F G H I J K L M N O P Q R S T U V W X Y Z |

## #
- 100% (2010)
- 4real4real (az E=MC² album japán kiadásán, 2008)
- 8th Grade (a Caution albumon, 2018)

## A
- A No No (a Caution albumon, 2018)
- After Tonight (a Rainbow albumon, 1999)
- Against All Odds (Take a Look at Me Now) (a Rainbow albumon, 1999)
- All I Live For (a The Rarities albumon, 2020; eredetileg 1993-ban íródott)
- All I Want for Christmas Is You (a Merry Christmas albumon, 1994)
- All I’ve Ever Wanted (a Music Box albumon, 1993)
- All in Your Mind (a Mariah Carey albumon, 1990)
- All My Life (a Glitter albumon, 2001)
- Almost Home (az Óz, a hatalmas filmzenéje, 2013)
- Alone in Love (a Mariah Carey albumon, 1990)
- Always Be My Baby (a Daydream albumon, 1995)
- America the Beautiful (a Me. I Am Mariah… The Elusive Chanteuse album japán kiadásán, 2014)
- And You Don’t Remember (az Emotions albumon, 1991)
- Angels Cry (a Memoirs of an Imperfect Angel albumon, 2009)
- Anytime You Need a Friend (a Music Box albumon, 1993)
- Auld Lang Syne (The New Year’s Anthem) (a Merry Christmas II You albumon, 2010)

## B
- Babydoll (a Butterfly albumon, 1997)
- #Beautiful (a Me. I Am Mariah… The Elusive Chanteuse albumon, 2013)
- Betcha Gon’ Know (The Prologue) (a Memoirs of an Imperfect Angel albumon, 2009)
- Bliss (a Rainbow albumon, 1999)
- Boy (I Need You) (a Charmbracelet albumon, 2002)
- Breakdown (a Butterfly albumon, 1997)
- Bringin’ On the Heartbreak (a Charmbracelet albumon, 2002)
- Butterfly (a Butterfly albumon, 1997)
- Bye Bye (az E=MC² albumon, 2008)

## C
- Camouflage (a Me. I Am Mariah… The Elusive Chanteuse albumon, 2014)
- Can You Hear Me (a The Rarities albumon, 2020; eredetileg 1991-ben íródott)
- Can’t Let Go (az Emotions albumon, 1991)
- Can’t Take That Away (Mariah’s Theme) (a Rainbow albumon, 1999)
- Candy Bling (a Memoirs of an Imperfect Angel albumon, 2009)
- Caution (a Caution albumon, 2018)
- Charlie Brown Christmas (a Merry Christmas II You albumon, 2010)
- Christmas (Baby Please Come Home) (a Merry Christmas albumon, 1994)
- Christmas Time Is in the Air Again (a Merry Christmas II You albumon, 2010)
- Circles (a The Emancipation of Mimi albumon, 2005)
- Close My Eyes (a Butterfly albumon, 1997)
- Clown (a Charmbracelet albumon, 2002)
- Cool on You (a The Rarities albumon, 2020; eredetileg 2007-ben íródott)
- Cruise Control (az E=MC² albumon, 2008)
- Cry. (a Me. I Am Mariah… The Elusive Chanteuse albumon, 2014)
- Crybaby (a Rainbow albumon, 1999)

## D
- Dedicated (a Me. I Am Mariah… The Elusive Chanteuse albumon, 2014)
- Did I Do That? (a Rainbow albumon, 1999)
- Didn’t Mean to Turn You On (a Glitter albumon, 2001)
- Do You Know Where You’re Going To (a #1’s albumon, 1998)
- Do You Think of Me (a Music Box album kanadai kiadásán, a Dreamlover kislemez egyes változatain; 1993)
- Don’t Forget About Us (a The Emancipation of Mimi album Platinum Edition kiadásán, 2005)
- Don’t Play That Song (a Mariah Carey album ritka, 2 CD-s ausztrál kiadásán, 1990)
- Don’t Stop (Funkin’ 4 Jamaica) (a Glitter albumon, 2001)
- Dreamlover (a Music Box albumon, 1993)

## E
- Emotions (az Emotions albumon, 1991)
- Endless Love (Luther Vandross Songs című albumán 1994-ben, majd Mariah Greatest Hitsén 2001-ben)
- Everything Fades Away (a Music Box album európai, ázsiai és ausztrál kiadásán, a Hero kislemez egyes változatain; 1993)

## F
- Faded (a Me. I Am Mariah… The Elusive Chanteuse albumon, 2014)
- Fall in Love at Christmas (Khaliddal és Kirk Franklinnel, 2021)
- Fantasy (a Daydream albumon, 1995)
- Fly Like a Bird (a The Emancipation of Mimi albumon, 2005)
- For the Record (az E=MC² albumon, 2008)
- Forever (a Daydream albumon, 1995)
- Fourth of July (a Butterfly albumon, 1997)

## G
- Get Your Number (a The Emancipation of Mimi albumon, 2005)
- Giving Me Life (a Caution albumon, 2018)
- God Rest Ye, Merry Gentlemen (a Merry Christmas album nemzetközi kiadásain, 1994)
- Got a Thing 4 You (Missy Elliott feat. Mariah; a Charmbracelet album Tour Edition kiadásán, 2003)
- GTFO (a Caution albumon, 2018)

## H
- H.A.T.E.U. (a Memoirs of an Imperfect Angel albumon, 2009)
- Hark! The Herald Angels Sing / Gloria in Excelsis Deo (a Merry Christmas albumon, 1994)
- Heartbreaker (a Rainbow albumon, 1999)
- Heat (az E=MC² album japán kiadásán, 2008)
- Heavenly (No Ways Tired / Can’t Give Up Now) (a Me. I Am Mariah… The Elusive Chanteuse albumon, 2014)
- Here Comes Santa Claus (Right Down Santa Claus Lane) / Housetop Celebration (a Merry Christmas II You albumon, 2010)
- Here We Go Round Again (a The Rarities albumon, 2020; eredetileg 1990-ben íródott)
- Hero (a Music Box albumon, 1993)
- Honey (a Butterfly albumon, 1997)
- How Much (a Rainbow albumon, 1999)

## I
- I Am Free (a Daydream albumon, 1995)
- I Don’t (Mariah feat. YG, 2017)
- I Don’t Wanna Cry (a Mariah Carey albumon, 1990)
- I Know What You Want (a Charmbracelet album brit kiadásán 2002-ben és a The Remixes albumon 2003-ban)
- I Only Wanted (a Charmbracelet albumon, 2002)
- I Pray (a The Rarities albumon, 2020; eredetileg 2005-ben íródott)
- I Stay in Love (az E=MC² albumon, 2008)
- I Still Believe (a #1’s albumon, 1998)
- I Want to Know What Love Is (a Memoirs of an Imperfect Angel albumon, 2009)
- I Wish You Knew (a The Emancipation of Mimi albumon, 2005)
- I Wish You Well (az E=MC² albumon, 2008)
- I’ll Be Lovin’ U Long Time (az E=MC² albumon, 2008)
- I’ll Be There (az MTV Unplugged EP-ről, 1992)
- I’m That Chick (az E=MC² albumon, 2008)
- I’ve Been Thinking About You (a Music Box albumon, 1993)
- If It’s Over (az Emotions albumon, 1991)
- If We (a Glitter albumon, 2001)
- In the Mix (a Mixed-ish című tévésorozat főcímdala, 2019)
- Infamous (az Empire című sorozat betétdala; megjelent az Empire: Original Soundtrack, Season 3 albumon 2016-ban)
- Infinity (a #1 to Infinity albumon, 2015)
- Inseparable (a Memoirs of an Imperfect Angel albumon, 2009)
- Irresistible (West Side Connection) (a Charmbracelet albumon, 2002)
- It’s a Wrap (a Memoirs of an Imperfect Angel albumon, 2009)
- It’s Like That (a The Emancipation of Mimi albumon, 2005)

## J
- Jesus Born on This Day (a Merry Christmas albumon, 1994)
- Jesus Oh What a Wonderful Child (a Merry Christmas albumon, 1994)
- Joy Ride (a The Emancipation of Mimi albumon, 2005)
- Joy to the World (a Merry Christmas albumon, 1994)
- Just Be Good to Me (a The Rarities albumon, 2020)
- Just Stand Up! (Sztárok a rák ellen, 2008)
- Just to Hold You Once Again (a Music Box albumon, 1993)

## L
- Languishing (The Interlude) (a Memoirs of an Imperfect Angel albumon, 2009)
- Last Kiss (az E=MC² albumon, 2008)
- Last Night a DJ Saved My Life (a Glitter albumon, 2001)
- Lead the Way (a Glitter albumon, 2001)
- Lil’ L.O.V.E. (Bone Thugs-n-Harmony Strength & Loyalty című albumán, 2007)
- Lil Snowman (2017)
- Long Ago (a Daydream albumon, 1995)
- Looking In (a Daydream albumon, 1995)
- Love Story (az E=MC² albumon, 2008)
- Love Takes Time (a Mariah Carey albumon, 1990)
- Loverboy (a Glitter albumon, 2001)
- Lullaby (a Charmbracelet albumon, 2002)
- Lullaby of Birdland (a The Rarities albumon, 2020)

## M
- Make It Happen (az Emotions albumon, 1991)
- Make It Look Good (a Me. I Am Mariah… The Elusive Chanteuse albumon, 2014)
- Makin’ It Last All Night (What It Do) (a The Emancipation of Mimi album Platinum Edition kiadásán, 2005)
- Melt Away (a Daydream albumon, 1995)
- Mesmerized (a The Rarities albumon, 2020; eredetileg 2012-ben íródott)
- Meteorite (a Me. I Am Mariah… The Elusive Chanteuse albumon, 2014)
- Migrate (az E=MC² albumon, 2008)
- Mine Again (a The Emancipation of Mimi albumon, 2005)
- Miss You (a Charmbracelet album brit kiadásán 2002-ben és a The Remixes albumon 2003-ban)
- Miss You Most (At Christmas Time) (a Merry Christmas albumon, 1994)
- Misty Moon (egy japán teareklám betétdala 2004-ből, máshol nem jelent meg)
- Mizza (Damizza feat. Mariah Carey; 2003)
- Money (a Me. I Am Mariah… The Elusive Chanteuse albumon, 2014)
- More Than Just Friends (a Memoirs of an Imperfect Angel albumon, 2009)
- Music Box (a Music Box albumon, 1993)
- My All (a Butterfly albumon, 1997)
- My Life (Damizza feat. Mariah Carey and Knoc-Turn'Al; a Damizza presents: Guilty By Association The Mixtape-en, 2005)
- My Love (The-Dream Love vs. Money című albumán, 2009)
- My Prayer (a Music Box album 30. évfordulós kiadásán, 2023)
- My Saving Grace (a Charmbracelet albumon, 2002)

## N
- Never Forget You (a Music Box albumon, 1993)
- Never Too Far (a Glitter albumon, 2001)
- Now That I Know (a Music Box albumon, 1993)

## O
- O Come All Ye Faithful / Hallelujah Chorus (a Merry Christmas II You albumon, 2010)
- O Holy Night (a Merry Christmas albumon, 1994)
- O Little Town of Betlehem / Little Drummer Boy (a Merry Christmas II You albumon, 2010)
- O.O.C. (az E=MC² albumon, 2008)
- Obsessed (a Memoirs of an Imperfect Angel albumon, 2009)
- Oh Santa! (a Merry Christmas II You albumon, 2010)
- One and Only (a The Emancipation of Mimi albumon, 2005)
- One Child (a Merry Christmas II You albumon, 2010)
- One Mo’ Gen (a Caution albumon, 2018)
- One More Try (a Me. I Am Mariah… The Elusive Chanteuse albumon, 2014)
- One Night (a The Rarities albumon, 2020; eredetileg 1995-ben íródott)
- One Sweet Day (a Daydream albumon, 1995)
- Open Arms (a Daydream albumon, 1995)
- Out Here on My Own (a The Rarities albumon, 2020)
- Outside (a Butterfly albumon, 1997)

## P
- Petals (a Rainbow albumon, 1999)
- Portrait (a Caution albumon, 2018)
- Prisoner (a Mariah Carey albumon, 1990)

## R
- Reflections (Care Enough) (a Glitter albumon, 2001)
- Ribbon (a Memoirs of an Imperfect Angel albumon, 2009)
- Right to Dream (a Tennessee című film filmzenealbumán, 2008)
- Runway (a Caution album japán kiadásán, 2018)

## S
- Santa Claus Is Comin’ to Town (a Merry Christmas albumon, 1994)
- Save the Day (a The Rarities albumon, 2020)
- Say Somethin’ (a The Emancipation of Mimi albumon, 2005)
- Secret Love (a The Emancipation of Mimi album japán kiadásán és a Get Your Number kislemezen, 2005)
- Sent from Up Above (a Mariah Carey albumon, 1990)
- Shake It Off (a The Emancipation of Mimi albumon, 2005)
- Side Effects (az E=MC² albumon, 2008)
- Silent Night (a Merry Christmas albumon, 1994)
- Sleigh Ride (a Mariah Carey's Magical Christmas Special albumról, 2020)
- Slipping Away (az Always Be My Baby és Open Arms kislemezekről, 1996)
- So Blessed (az Emotions albumon, 1991)
- So Lonely (One & Only Part II) (a The Emancipation of Mimi album Platinum Edition kiadásán, 2005)
- Someday (a Mariah Carey albumon, 1990)
- Sprung (a The Emancipation of Mimi album japán kiadásán, 2005)
- Standing O (a Memoirs of an Imperfect Angel albumon, 2009)
- Stay Long Love You (a Caution albumon, 2018)
- Stay the Night (a The Emancipation of Mimi albumon, 2005)
- Subtle Invitation (a Charmbracelet albumon, 2002)
- Sunflowers for Alfred Roy (a Charmbracelet albumon, 2002)
- Supernatural (a Me. I Am Mariah… The Elusive Chanteuse albumon, 2014)
- Sweetheart (a #1’s albumon, 1998)

## T
- Thank God I Found You (a Rainbow albumon, 1999)
- Thanx 4 Nothin’ (az E=MC² albumon, 2008)
- The Art of Letting Go (a Me. I Am Mariah… The Elusive Chanteuse album deluxe kiadásán, 2014)
- The Beautiful Ones (a Butterfly albumon, 1997)
- The Distance (a Caution albumon, 2018)
- The First Noel (a Merry Christmas II You albumon, 2010)
- The Impossible (a Memoirs of an Imperfect Angel albumon, 2009)
- The One (a Charmbracelet albumon, 2002)
- The Roof (a Butterfly albumon, 1997)
- The Star (2017)
- The Wind (az Emotions albumon, 1991)
- There for Me (a Never Too Far/Hero Medley kislemezről, 2001)
- There Goes My Heart (a Charmbracelet album Tour Edition kiadásán, 2003)
- There’s Got to Be a Way (a Mariah Carey albumon, 1990)
- Things That U Do (Jay-Z Vol. 3… Life and Times of S. Carter című albumán, 1999)
- Thirsty (a Me. I Am Mariah… The Elusive Chanteuse albumon, 2014)
- Through the Rain (a Charmbracelet albumon, 2002)
- Till the End of Time (az Emotions albumon, 1991)
- To Be Around You (az Emotions albumon, 1991)
- To the Floor (a The Emancipation of Mimi albumon, 2005)
- Touch My Body (az E=MC² albumon, 2008)
- Triumphant (Get ‘Em) (2012)
- Twister (a Glitter albumon, 2001)
- Type Dangerous (2025)

## U
- U Make Me Wanna (Jadakiss Kiss of Death című albumán, 2004)
- Underneath the Stars (a Daydream albumon, 1995)
- Up Out My Face (a Memoirs of an Imperfect Angel albumon, 2009)

## V
- Vanishing (a Mariah Carey albumon, 1990)
- Vision of Love (a Mariah Carey albumon, 1990)

## W
- Want You (a Glitter albumon, 2001)
- We Belong Together (a The Emancipation of Mimi albumon, 2005)
- What Would You Do (Nate Dogg feat. Mariah Carey & Shade Sheist (1. változat, a Damizza Presents, Mix Tape 1-en); Nate Dogg feat. Mariah Carey & Butch Cassidy (2. változat); 2004)
- When Do the Bells Ring for Me (duett Tony Bennett-tel, Bennett Duets II című albumán, 2011)
- When Christmas Comes (a Merry Christmas II You albumon, 2010)
- When I Saw You (a Daydream albumon, 1995)
- When You Believe (a #1’s albumon, 1998)
- Whenever You Call (a Butterfly albumon, 1997)
- Where I Belong (Busta Rhymes feat. Mariah Carey, Rhymes Extinction Level Event 2: The Wrath of God című albumán, 2020)
- With You (a Caution albumon, 2018)
- Without You (a Music Box albumon, 1993)
- Workin’ Hard (a Music Box album 30. évfordulós kiadásán, 2023)

## X
- X-Girlfriend (a Rainbow albumon, 1999)

## Y
- You Don’t Know What To Do (a Me. I Am Mariah… The Elusive Chanteuse albumon, 2014)
- You Got Me (a Charmbracelet albumon, 2002)
- You Had Your Chance (a Charmbracelet albumon, 2002)
- You Need Me (a Mariah Carey albumon, 1990)
- You’re Mine (Eternal) (a Me. I Am Mariah… The Elusive Chanteuse albumon, 2014)
- You’re So Cold (az Emotions albumon, 1991)
- Your Girl (a The Emancipation of Mimi albumon, 2005)
- Yours (a Charmbracelet albumon, 2002)